# 福島模型製作所
福島模型製作所（ふくしまもけいさいさくしょ）は、日本の鉄道模型メーカーである。
2011年2月に廃業したが、スタッフと一部製品はModels IMONへ引き継がれ、南品川工房として継続生産されている。

## 概要
天賞堂の下請けとして高品質の製品を供給した。西武鉄道の車両を中心とした私鉄車両とパンタグラフの生産では定評があった。
創業者がモデラーであり、1953年より博物館や博覧会、実物の車両メーカーからの注文により、1/15から1/25の展示用模型を製作をするようになったのが始まりである。またレイアウト製作も手がけ、青梅鉄道公園（初代。現在のものは天賞堂の制作）や交通科学館のレイアウトもそうである。最初にHO製品を手掛けたものはヨーロッパ型蒸気機関車であった。